# Episodi di The Inbetweeners (prima stagione)
La prima stagione della serie televisiva The Inbetweeners è stata trasmessa sul canale britannico E4 dal 1º maggio al 29 maggio 2008.
In Italia la stagione è stata trasmessa su MTV dall'11 novembre al 9 dicembre 2010.
| nº | Titolo originale | Titolo italiano           | Prima TV UK    | Prima TV Italia  |
| -- | ---------------- | ------------------------- | -------------- | ---------------- |
| 1  | First Day        | Il primo giorno di scuola | 1º maggio 2008 | 11 novembre 2010 |
| 2  | Bunk Off         | Stato di ebbrezza         | 1º maggio 2008 | 11 novembre 2010 |
| 3  | Thorpe Park      | Lo sportello              | 8 maggio 2008  | 18 novembre 2010 |
| 4  | Girlfriend       | Prime esperienze          | 15 maggio 2008 | 25 novembre 2010 |
| 5  | Caravan Club     | Tutti al campeggio        | 22 maggio 2008 | 2 dicembre 2010  |
| 6  | Xmas Party       | Il ballo della scuola     | 29 maggio 2008 | 9 dicembre 2010  |

## Il primo giorno di scuola
- Titolo originale: First Day
- Diretto da: Gordon Anderson
- Scritto da: Damon Beesley, Iain Morris

## Stato di ebbrezza
- Titolo originale: Bunk Off
- Diretto da: Gordon Anderson
- Scritto da: Damon Beesley, Iain Morris

## Lo sportello
- Titolo originale: Thorpe Park
- Diretto da: Gordon Anderson
- Scritto da: Damon Beesley, Iain Morris

## Prime esperienze
- Titolo originale: Girlfriend
- Diretto da: Gordon Anderson
- Scritto da: Damon Beesley, Iain Morris

## Tutti al campeggio
- Titolo originale: Caravan Club
- Diretto da: Gordon Anderson
- Scritto da: Damon Beesley, Iain Morris

## Il ballo della scuola
- Titolo originale: Xmas Party
- Diretto da: Gordon Anderson
- Scritto da: Damon Beesley, Iain Morris